# Bistrica ob Sotli
Bistrica ob Sotli là một khu tự quản (tiếng Slovenia: občine, số ít – občina) trong vùng Savinjska của Slovenia. Bistrica ob Sotli có diện tích 31.1 km2, dân số là theo điều tra ngày 31 tháng 3 năm 2002 là 1460 người. Thủ phủ khu tự quản Bistrica ob Sotli đóng tại Bistrica ob Sotli.